# Болгий
Болгий или Белгий (Bolgius, Belgius; Βόλγιος, Bólgios) е вожд на келтите през 3 век пр.н.е.
През 280 пр.н.е. той участва в похода на Брен и Акихорий по време на Галското или келтското нашествие на Балканите.
Галите пристигат с 85 000 войници в три отряда от Панония в Тракия. Това е Голямата експедиция на галите в Македония и Гърция. Командири са Керетрий, който напада траките и трибалите, Брен с Акихорий напада Пеония, а третата войска с командир Болгий напада македоните и илирийците.
Болгий отказва предложения откуп от царя на македоните Птолемей Керавън, за да се оттегли. В състоялата се битка след това той успява да плени младия македонски цар, обезглавява го през 279 пр.н.е. и преминава с грабежи през цяла Македония. Въпреки това контингентът на Болгий е отблъснат от македонския стратег Состен. Доволни от придобитата плячка келтите се отдръпват обратно. Состен е нападнат и победен от войската на Брен, която след това опустошава необезпокоявано страната.
За Болгий няма повече сведения.